# Кампыртепа

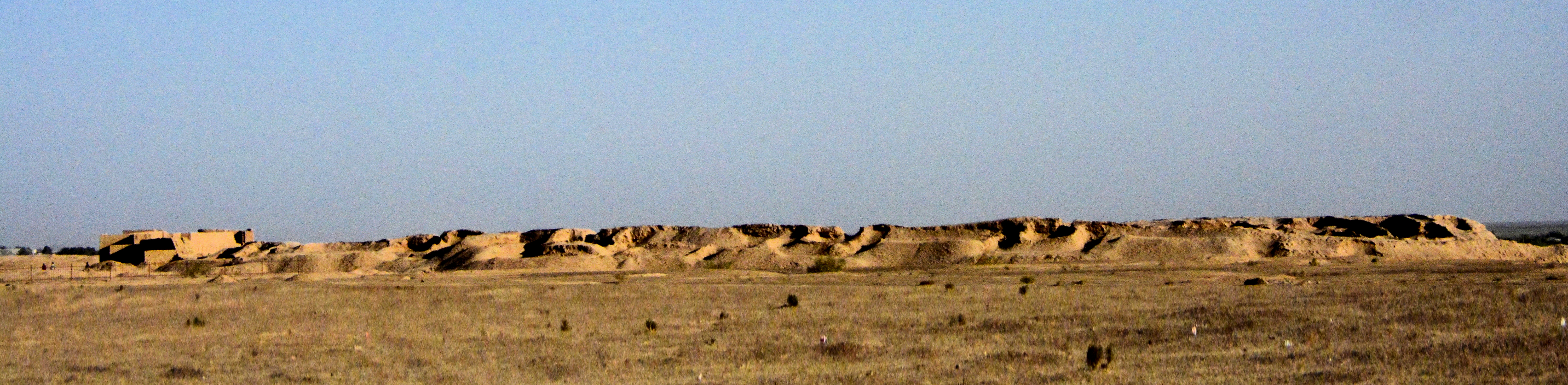
Руины крепости Кампыртепа

Кампыртепа́, Кампыр-Тепе́ (узб. Kampirtepa), Кафиркала́ (Kofirqalʼa), Пандохи́он (др.-греч. Πανδοχείον) — крепость конца IV века до н. э. — середины II века н. э. в северной Бактрии, в 1,5 километрах от современного кишлака Шуроб (Шураб, Shoʻrob, Shur-Ob) Музрабадского района Сурхандарьинской области в Узбекистане. Расположена на высокой лёссовой террасе на правом берегу реки Амударья, в 30 километрах к западу от Термеза. В настоящее время Кампыртепа является наиболее изученным памятником античности на территории не только Средней Азии, но и всего Среднего Востока. Крепость заложена на одной из основных переправ через Амударью, в древности — Окс, не позднее последней четверти IV века до н. э., во время среднеазиатских походов Александра Македонского. Наивысшего расцвета Кампыртепа достигла в период правления «Великих кушанских царей» — Вимы Такто, Вимы Кадфиза и Канишки (вторая половина I — начало II в. н. э.).

## История исследований
Крепость открыта советским учёным Эдвардом Ртвеладзе в 1972 году в результате развернувшихся на территории Северной Бактрии рекогносцировочных маршрутных исследований. Первоначально считалось, что Кампыртепа — это небольшой кушанский городок-крепость, возникший на важнейшей переправе через Амударью. Был сделан визуальный план городища. По археологическим и нумизматическим данным было установлено время существования Кампыртепы —  эллинистический и кушанский периоды — конец IV в. до н. э. — первая четверть II в. н. э. В 1977 году Кампыртепу обследовал отряд Института археологии Академии наук Узбекистана под руководством Шокира Пидаева. Был доведён до материка шурф и определена мощность культурного слоя на цитадели — 10 метров. В 1979 году под руководством Эдварда Ртвеладзе проведены раскопки наусов (погребальных сооружений) к западу от цитадели. В 1982 году отрядом Узбекистанской искусствоведческой комплексной экспедиции (УзИСКЭ) под руководством Эдварда Ртвеладзе начаты стационарные раскопки Кампыртепа, которые проводились до начала 1991 года, которые в основном были сконцентрированы на выявлении планировки городища по верхнему строительному горизонту, который датируется в пределах середины I века — первой четверти II 
века. 
НИИ искусствознания Академии художеств Республики Узбекистан в 1999 году принял решение о создании самостоятельной Тохаристанской археологической экспедиции под руководством Эдварда Ртвеладзе, основным  направлением исследований которой стало изучение археологических памятников Северо-западной Бактрии, подгорной зоны горного хребта Кугитангтау и Западного Гиссара. Базовым объектом было избрано городище Кампыртепа. 
С 2001 по 2011 год в исследованиях принимала участие группа археологов Среднеазиатской археологической экспедиции Государственного Музея Востока в Москве под руководством Тиграна Мкртычева, с 2004 года по настоящее время на городище работает Бактрийский отряд Среднеазиатской археологической экспедиции Института археологии РАН под руководством Нигоры Двуреченской. В 1999–2006 годах основные работы были сосредоточены на территории «нижнего города». С 2007 года, параллельно с раскопками жилых кварталов в северной части крепости, началось планомерное вскрытие культурных слоев в юго-восточной части цитадели. В 2006—2010 годах в юго-восточной части цитадели городища заложен и доведен до материка стратиграфический раскоп. В результате этих исследований установлены хронологические границы существования Кампыртепа и выделены основные периоды жизни памятника. В 2009 году был раскопан юго-восточный узел фортификации крепости. В 2010 году был раскопан участок на нижней террасе к югу, юго-востоку от юго-восточной «башни». К 2018 году полностью раскопано не менее 80 % всей площади памятника.

## Цитадель и «нижний город»

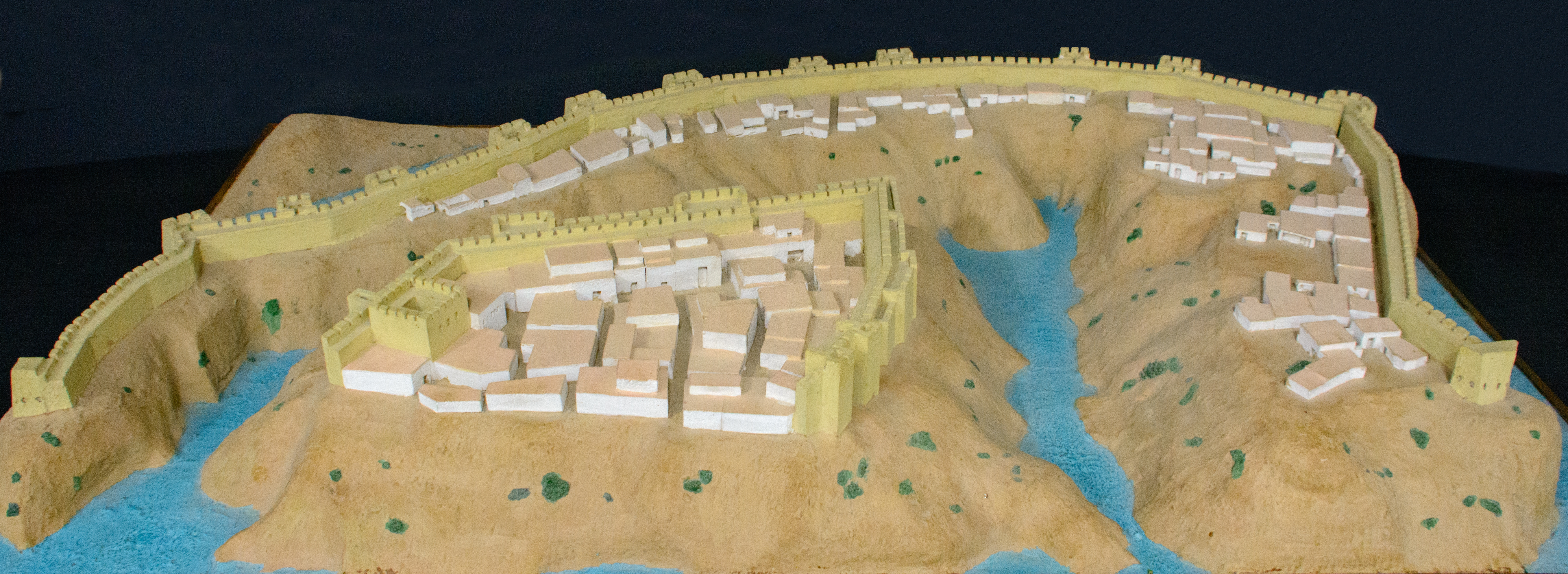
Реконструкция Кампыртепа (Александрия Оксиана), конец IV века до н. э. — I век н. э. Термезский археологический музей.

Кампыртепа состоит из цитадели, окружённой рвом и «нижнего города», обнесённого с напольной стороны крепостной стеной с прямоугольными выносными башнями. На цитадели (культурный слой до 12,5 метров) выявлено три строительных горизонта, верхний полностью. Цитадель, имеющую многометровые слои эллинистического времени, начали осваивать в конце IV в. до н. э. Изучена разделённая узкими переулками сплошная застройка — небольшие двух-четырёхкомнатные здания, стоявшие вплотную друг к другу. На заключительном этапе существования Кампыртепы (КТ VI) эта её часть уже не функционировала как крепость, большая часть помещений на востоке бывшей цитадели была забутована и превращена в огромный склад. В западной части раскопаны дома позднего периода, включающие культовые помещения с алтарями, трактуемые как домашние святилища, характерные для зороастрийского культа.
«Нижний город» начал застраиваться по единому плану в начале I века, в период правления Сотера Мегаса (в восточной части есть слои III века до н. э.) и просуществовал до времени правления Канишки I (первая треть II века). Одна основная улица делила «нижний город» на «восточную» и «северную» части, существовали перпендикулярные ей улицы, на одном из их пересечений — площадь (вероятно, базарная). Застройка сплошная, квартальная. Небольшие дома имели 2—5 комнат с очагами и ёмкостями для хранения зерна. Сравнительно крупные здания с нестандартной планировкой интерпретируют как культовые или общественные. Каждый из 10 кварталов делился на 2 части «центральным переулком», куда вели входы примыкавших друг к другу «жилых секций». В округе изучались наусы (к северо-западу от цитадели) и помещения для временного хранения очищенных костей (ката, авест. kata — комната, кладовая, погреб, к западу от цитадели), гончарные мастерские.

## Находки
Среди находок около 1 000 монет, эталонная коллекция датированных керамических комплексов, антропоморфная и зооморфная терракота, ювелирные изделия из бронзы, серебра, кости и других материалов. Найдены греческие надписи на черепках, а в одном из помещений в восточной части Кампыртепы — уникальные берестяные рукописи на языке кхароштхи.
Археологические раскопки, кроме монет, выявили письменные памятники, выполненные пятью различными письменностями: греческой, бактрийской, брахми, кхароштхи и «неизвестным письмом». Среди них выдающееся значение имеет открытие в 1982 году на городище Кампыртепа фрагментов древнейших бактрийских рукописных текстов, выполненных курсивным бактрийским письмом чёрной тушью на тончайшем папирусе, датированные первой половиной II века н. э., что делает их древнейшими рукописными текстами, найденными в Средней Азии.

## Местоположение
Поселение возникло на второй надпойменной террасе протяжённостью около 2 километров правого высокого берега Амударьи на участке сильно пересеченной местности, изобилующей естественными оврагами-джарами (узб. jar), небольшими, но глубокими котловинами, пологими «цирками» и лёссовыми останцами-возвышенностями, иногда с довольно крутыми склонами. Цитадель Кампыртепа располагалась на естественном возвышении, южная часть которого, по всей видимости, еще в древности была смыта Амударьей. С севера и северо-запада это возвышение было окружено естественным оврагом. С восточной стороны также был глубокий овраг, который заканчивался широкой ложбиной в устье джара. Склоны восточного оврага и ложбина в его устье и стали ядром первого поселения на этом участке северного берега Амударьи. В раннекушанский период овраги, окружающие холм цитадели являлись оборонительными рвами, а в кушанский период северный овраг, заполненный мусором и перекрытый несколькими рядами сырцового кирпича, становится одной из центральных улиц Кампыртепа.
Природные «цирки» удобны для устройства переправ. Терраса использовалась в этом качестве, начиная с ахеменидского времени, о чем свидетельствует крепость Шортепа (Шор-тепе) на западной окраине террасы. Позднее, в конце IV века до н. э., переправа переносится на Кампыртепа, а с эпохи раннего средневековья её функции выполняет Шуробкурган (Шуроб-Курган).

## Функциональное значение
Основной функцией Кампыртепы была охрана и обслуживание древней переправы через Амударью. Возникнув в конце IV века до н. э. как небольшая застава на переправе, к первым векам нашей эры Кампыртепа превращается в хорошо укрепленную крепость, которая, по всей видимости, была еще и торговой факторией — перевалочным пунктом, контролировавшим важнейшую переправу на транзитном пути из столицы Согда Афрасиаба в южные районы Бактрии, и далее на юго-восток, в Индию. Отсюда шла прямая дорога на столичный город Бактра (современный Балх), до которого от Кампыртепы немногим более 60 километров. Обводнённая часть оврага была удобна для максимально близкого подхода к берегу легких челноков при  разгрузке и погрузке большого объема самых разных товаров. Эдвардом Ртвеладзе было высказано предположение о локализации здесь древнего поселения Бурдагуй (или «Пардагуи», от «пардавки» или «пардагви», как считается, восходящих к др.-греч. πανδοχεῖον — постоялый двор, гостиница). По мнению Эдварда Ртвеладзе, переправа под этим названием, находившаяся на месте Кампыртепа или расположенном рядом Шуроб-Кургане, по всей видимости, упоминается персидским автором XV века Хафизи Абру, который сообщает следующее: 

«Бурдагуй — место на берегу Джейхуна, около Термеза. Говорят, оно существовало задолго до Термеза, и было основано тоже Александром. И это „Бурдагуй“ есть греческое название, которое дано ему было тоже при Александре в значении „гостеприимный дом“».
На основании этих данных, а также, учитывая археологические и нумизматические материалы, полученные на начальном этапе исследования, было высказано предположение о том, что крепость на месте Кампыртепы была основана не позднее начала III века до н. э. На финальном этапе своего существования, который по нумизматическим данным датируется не позднее первой четверти II века н. э., поселение состояло из крепости площадью около 4 га и неукрепленной части.

## Консервация и реконструкция
Восстановление части внешней крепостной стены и одного кушанского квартала, проведенное благодаря спонсорской поддержке Конгресса США, выполнено с максимальным использованием древних строительных приемов. Для формовки сырцового кирпича использовался лёсс, который брался у подножия крепостной стены, обсушивался на месте и укладывался на глиняном растворе. Крепость Кампыртепа включена в предварительный список объектов всемирного наследия, охраняемого ЮНЕСКО, в составе памятников шёлкового пути в Узбекистане. 

## Периодизация
Жизнь на Кампыртепе продолжалась по крайней мере не менее 500 лет.
По результатам исследований Эдвардом Ртвеладзе было предложено три исторических периода существования Кампыртепы:
- Греко-бактрийский период  (эллинистический, конец IV в. до н. э. — середина II в. до н. э.) — время возникновения небольшой заставы на месте будущей крепости[3]
- Кушано-юэчжийский период (юэджийский, вторая половина II в. до н. э. — первая половина I в. до н. э.) — время существования крепости
- Кушанский период («великокушанский», вторая половина I в. до н. э. — первая треть II в. н. э., время правления Вимы Кадфиза и Канишки I) — время интенсивного строительства и формирования мощной системы укреплений.

В 2001 году на основе находок парфянских монет в культурных слоях был выделен ещё один период — парфянский (со времени Орода II, 59—31 гг. до н. э. и до начала I в. н. э.). Позднее периодизация, предложенная ранее, была уточнена. На основании стратиграфии, полученной в результате исследований на цитадели, было выделено семь периодов обживания крепости. В эллинистическом (греко-бактрийском) периоде было выделено три этапа — периоды КТ I—III; раннекушанский период (или юэджийско-бактрийский) подразделялся на два этапа — период КТ IV (юэджийский) и КТ V (парфянский); кушано-бактрийский период также подразделяется на два этапа — КТ VI (раннекушанский, первая половина I в. н. э. — время правления Вимы Такто — Сотер Мегаса) и КТ VII (кушанский). В результате проведенных исследований в пределах стратиграфического раскопа в юго-восточной части цитадели Кампыртепа было выявлено пять разновременных строительных горизонтов.
Начальный  этап  обживания  Кампыртепы — период КТ I — датируется  последней  третью IV века до н. э., временем среднеазиатских походов Александра Македонского или немного позднее. В этот период осваивались восточные склоны холма, ставшего впоследствии ядром поселения, небольшая естественная котловина к востоку от него и западный склон оврага к северо-востоку от котловины. Первыми жилыми постройками на Кампыртепе были землянки или полуземлянки.
Период КТ II датируется концом IV — первой половиной III вв. до н. э., временем вхождения Бактрии в державу Селевкидов. В этот период в котловине у подножья холма возникает керамический производственный центр. Примерно в это же время в ближайших окрестностях Кампыртепы (в двухстах метрах от цитадели) функционировала ещё одна гончарная мастерская.
Период КТ III датируется второй половиной III века до н. э. Это время становления самостоятельного Греко-Бактрийского царства. В это же время котловина у подножья холма полностью засыпается мусорными слоями, в которых была найдена медная монета греко-бактрийского царя Евтидема (230—200 до н. э.).
Период КТ IV датируется от начала до последней трети II века до н. э. Это время правления последних греко-бактрийских царей до захвата Бактрии юэчжами. К этому периоду относятся в раскопе два монументальных здания — жилое и общественное.
Период КТ V датируется I в. до н. э. — первой половиной I в. н. э. В этот период по периметру центрального холма возводится мощная крепостная стена, и застраивается западная его часть. Кампыртепа становится небольшим, хорошо укрепленным населенным пунктом на переправе.
Период КТ VI датируется второй половиной I в. — первой четверти II в. В этот период облик Кампыртепы кардинально меняется. Большая часть жилых помещений на цитадели частично забутовывается и превращается в склады (хумхоны). Полностью застраивается и обносится крепостной стеной территория к северу и востоку от цитадели. Площадь крепости значительно увеличивается. Внутреннее пространство по единому плану плотно застраивается жилыми зданиями. Основным структурным элементом планировки поселения является двухчастный жилой квартал, включавший в себя 10-12 домовладений, где основной связующей доминантой был внутриквартальный переулок.

## Керамический производственный центр
В двухстах метрах к востоку от цитадели Кампыртепа раскопана гончарная мастерская — обжигательный горн, землянка рядом с ним, площадка для сушки керамики, ямы с производственными отходами. Посуда обжигалась в округлом двухъярусном горне с прямым вертикальным ходом горячих газов. Эта конструкция была хорошо известна бактрийским гончарам последней трети I тыс. до н. э. Это было сезонное производство, где изготовлением качественной керамической посуды на заказ и, возможно, крупных сосудов для хранения и перевозки продуктов занимался профессионал-ремесленник. Мастерская датирована в пределах первой половины III века до н. э. по находке монеты Евтидема в залегающих выше культурных слоях. Одновременно с этой мастерской, в пределах крепости, в естественной котловине у подножия южного холма постоянно функционировало довольно крупное домашнее гончарное производство, удовлетворявшее повседневные нужды жителей поселения в глиняной посуде по мере необходимости. Весьма вероятно, что производство на территории крепости было домашним и работали здесь гончары из числа обитателей крепости, может, члены соседской общины. На территории двух открытых дворов, соединённых между собой проходом, раскопано семь обжигательных горнов своеобразной конструкции. Это — прямоугольные в плане, двухкамерные одноярусные горны с боковым ходом горячих газов. Эта конструкция является весьма архаичной и не находит себе аналогий в бактрийских комплексах эпохи эллинизма. Для  строительства как стен, так и горнов использовался прямоугольный сырцовый кирпич 50—52×36—40×12—14 сантиметров.

## Юго-восточный узел фортификации и пристань

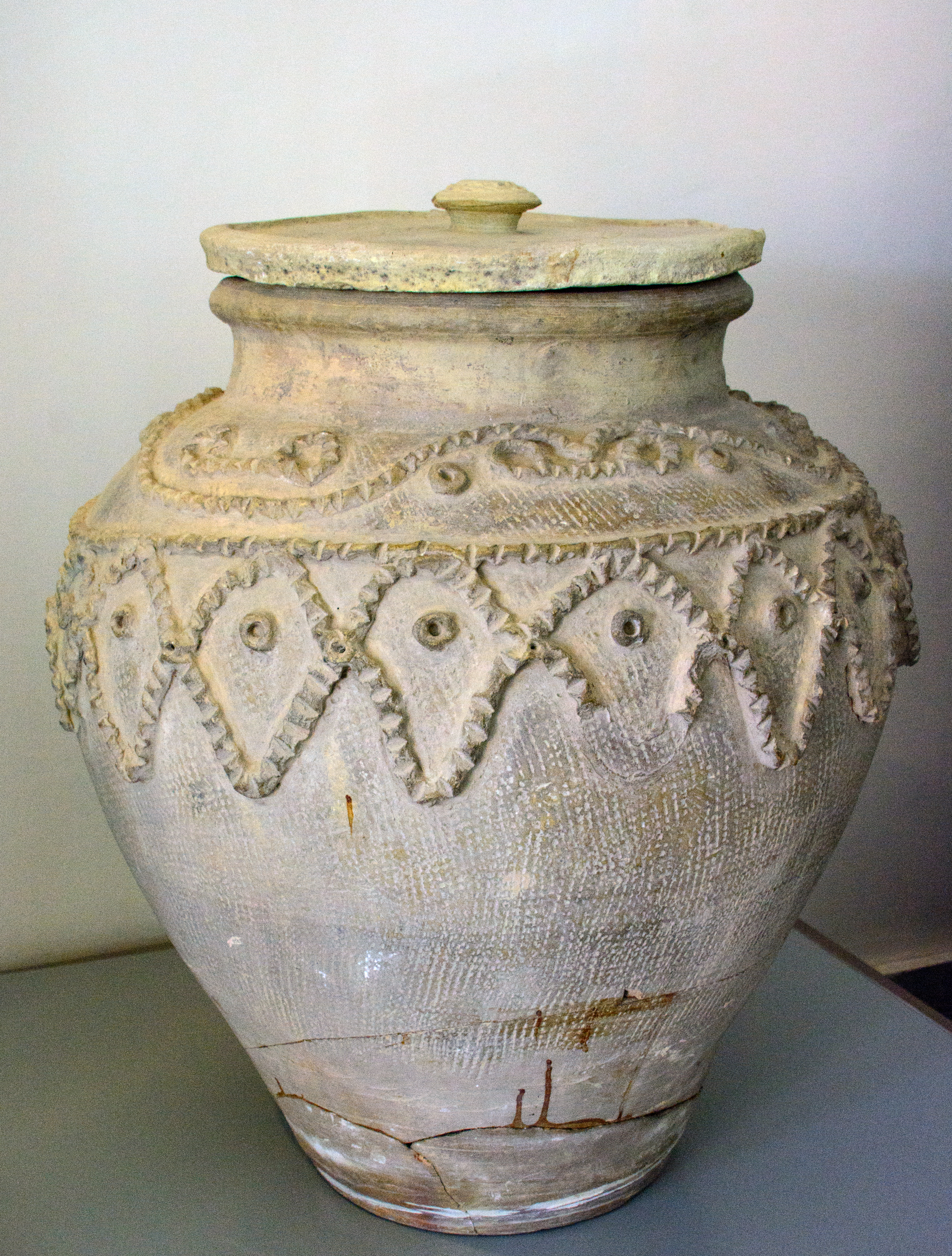
Кампыртепа (Александрия Оксиана), конец IV века до н. э. — I век н. э., эллинистический портовый сосуд для хранения

Протяженность оборонительных сооружений на востоке составляет 80 метров, были возведены две угловые башни. На северном отрезке крепостной стены башни расположены в интервале от 12 до 30 метров. Восточный отрезок окаймляет довольно глубокий и сегодня обводнённый овраг с крутыми бортами. Башни Кампыртепа кушанского периода имеют прямоугольный или овальный, как у угловой северо-восточной башни, план.
Для кушано-юэчжийского периода освоения Кампыртепы характерны объемные строительные работы. В это время ведутся масштабные строительные работы на цитадели, возведена массивная насыпная платформа на «нижнем городе», подрублен холм и нивелирована горизонтальная площадка площадью 50 квадратных метров для узла фортификации крепости в юго-восточном углу «нижнего города» Кампыртепы.
У устья оврага на округлом холме расположен юго-восточный узел фортификации кушано-юэчжийского периода, построенный задолго до начала единовременной застройки «нижнего города» кушанского периода, осуществлявшегося по одному плану, и в том числе — задолго до начала возведения системы оборонительных сооружений по всему периметру крепости. Северная часть холма была подрублена на глубину более двух метров и выровнена. С востока помещение прикрывала возведенная из кирпича мощная стена в три метра толщиной и 4,5 метра длиной из сырцового кирпича размером 32—34×32—34×8—10 сантиметров, расположенная в четырех метрах к западу от края оврага. Стена сохранилась в своей южной части максимально на высоту до 2,2 метров, в северной — до 1,14 метров. С юга юго-восточный узел фортификации крепости прикрывал намеренно оставленный материковый останец, облицованный изнутри одним рядом кирпича. Южная стена помещения сохранилась в длину на 2 метра. В помещении найдена монета Сотер Мегаса и подражание драхме Гелиокла, на оборотной стороне которой — стилизованное изображение Зевса с перуном. В кушанский период, скорее всего в конце I в. н. э., во время возведения единой системы оборонительных сооружений по всему периметру крепости юго-восточный узел фортификации крепости, продолжавший функционировать с I века до н. э., был реконструирован и усилен надстройкой («второй этаж») поверх кушано-юэчжийской стены и на южной половине холма, сохранившейся не более 1—3 кирпичей в высоту. По форме сооружение представляло собой Т-образную конструкцию. Ось стены кушано-юэчжийского периода сверху была перекрыта сохранившимися 1—2 рядами кирпича и вытянута на юг еще на 3,5 метра. К ней перпендикулярно в направлении запад-восток выложена стена с максимально прослеживаемой длиной до восьми метров и толщиной до одного метра. Восточная часть этой стены, идущая перпендикулярно в направлении к оврагу, более протяженная и составляет 4,5 метра, а западная — один метр. За Т-образной стеной располагалась смотровая площадка. В этот период восточная стена была укреплена ремонтной стенкой толщиной в один кирпич, приставленной со стороны оврага.
В кушано-юэчжийский период обживания Кампыртепы за пределами крепостной стены жизнь концентрировалась с восточной стороны цитадели. Масштабные исследования, вскрывшие до 70% площади кушанских жилых кварталов, расположенных к северу от цитадели, показали, что никаких более ранних построек под ними не было. Исследования 2004—2005 годов в восточном секторе «нижнего города» выявили целую серию кушано-юэчжийских построек. Жилые и складские помещения располагались непосредственно под кушанской жилой застройкой. В этот период расширялась площадь для обживания к востоку от цитадели в верховье малого восточного оврага на его левом склоне, ведется перепланировка рельефа, овраг утрачивает роль оборонительного рубежа, засыпается и используется под возведение дополнительных площадей для жилой застройки и организации улиц. Расширение площадей, освоенных под жилую застройку, отмечается не только за пределами крепости, но и на самой цитадели, где широко ведется строительство и в том числе возводятся крупные дома в западной, ранее неосвоенной части.
В кушано-юэчжийский период, в I век до н. э., к юго-востоку от цитадели организуется новый входной комплекс с выходом к правому борту обводнённого оврага, с которого осуществлялся вход в городище. На нижней террасе у самого устья оврага на обоих его бортах располагалась пристань. На левом, более отдаленном от городища крае оврага, по всей видимости, выполнялась основная часть разгрузки и погрузки товаров, чему способствовало большое открытое пространство. На правом же крае оврага располагался входной комплекс. Приём кораблей осуществлялся не со стороны правого берега Окса, а с обоих бортов обводнённого оврага. К западу от площадки входного комплекса, по всей видимости, располагался ступенчатый проход, ведущий к юго-восточной «башне» и далее на территорию «нижнего города». С «башни», возвышающейся над пристанью более, чем на 10 метров, производился контроль и основное военное охранение всего входного комплекса и пристани, расположенной на обоих бортах оврага.
В кушанский период, в конце I века, по единому генеральному плану построены внешние фортификационные сооружения крепости и жилые кварталы, расположенные к северу и востоку от цитадели. В этот период юго-восточная «башня» и входной комплекс были реконструированы, «башня» надстроена. На нижней террасе возведена мощная стена, которая прикрывала с востока со стороны оврага входной комплекс. Был оставлен проход шириной 0,9 метров.

## Галерея

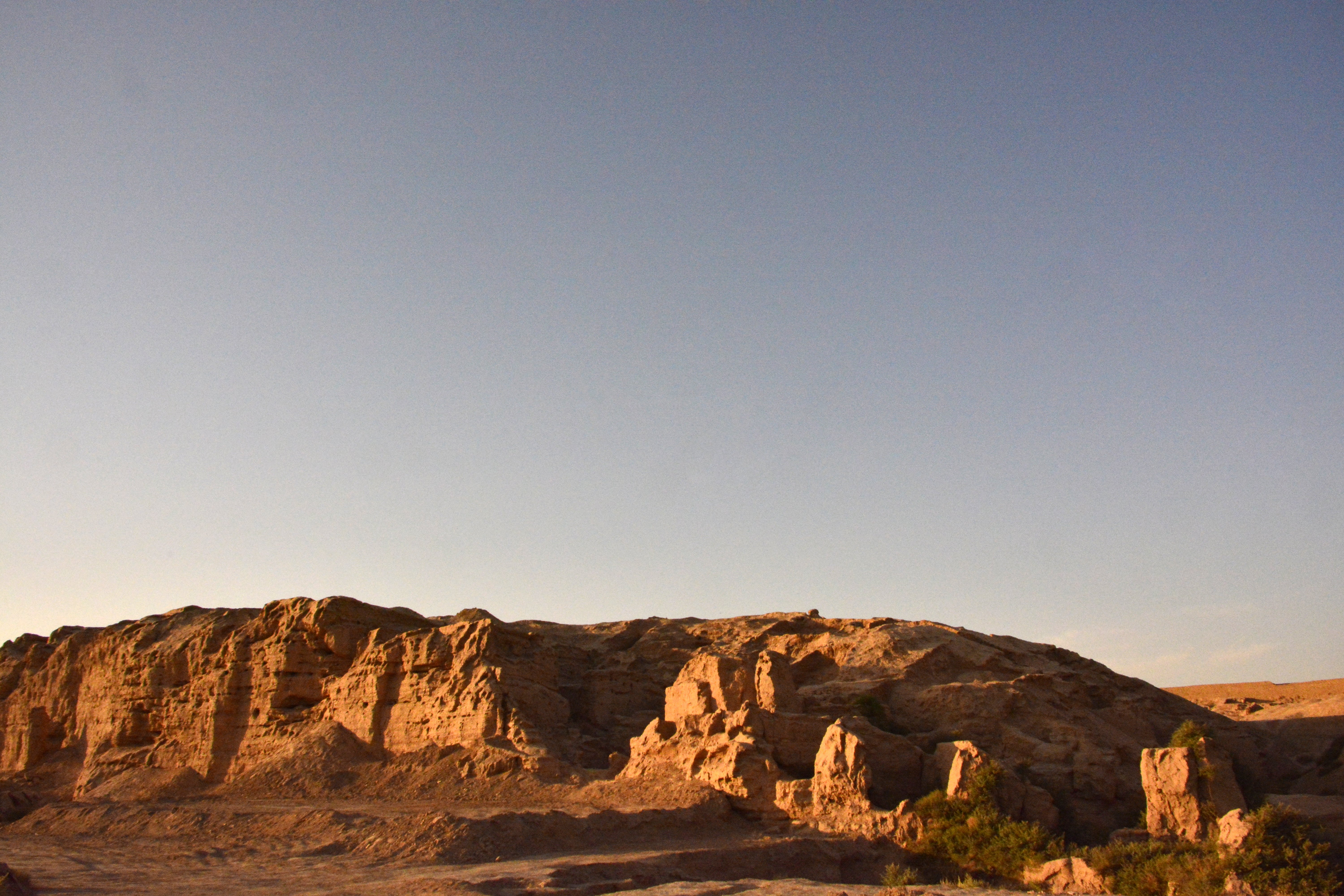
Археологический памятник Кампыртепа, Узбекистан
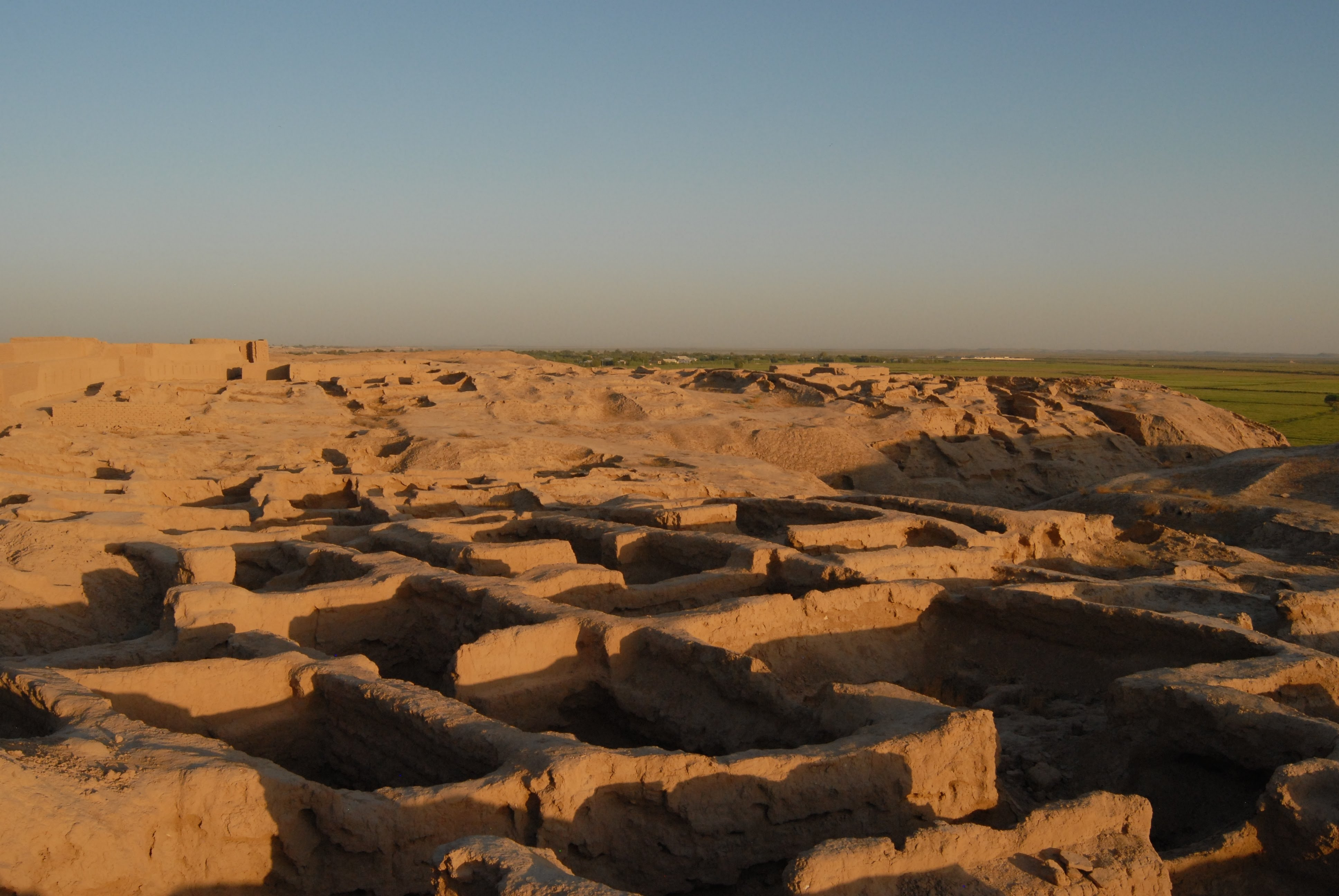
Руины Кампыртепа
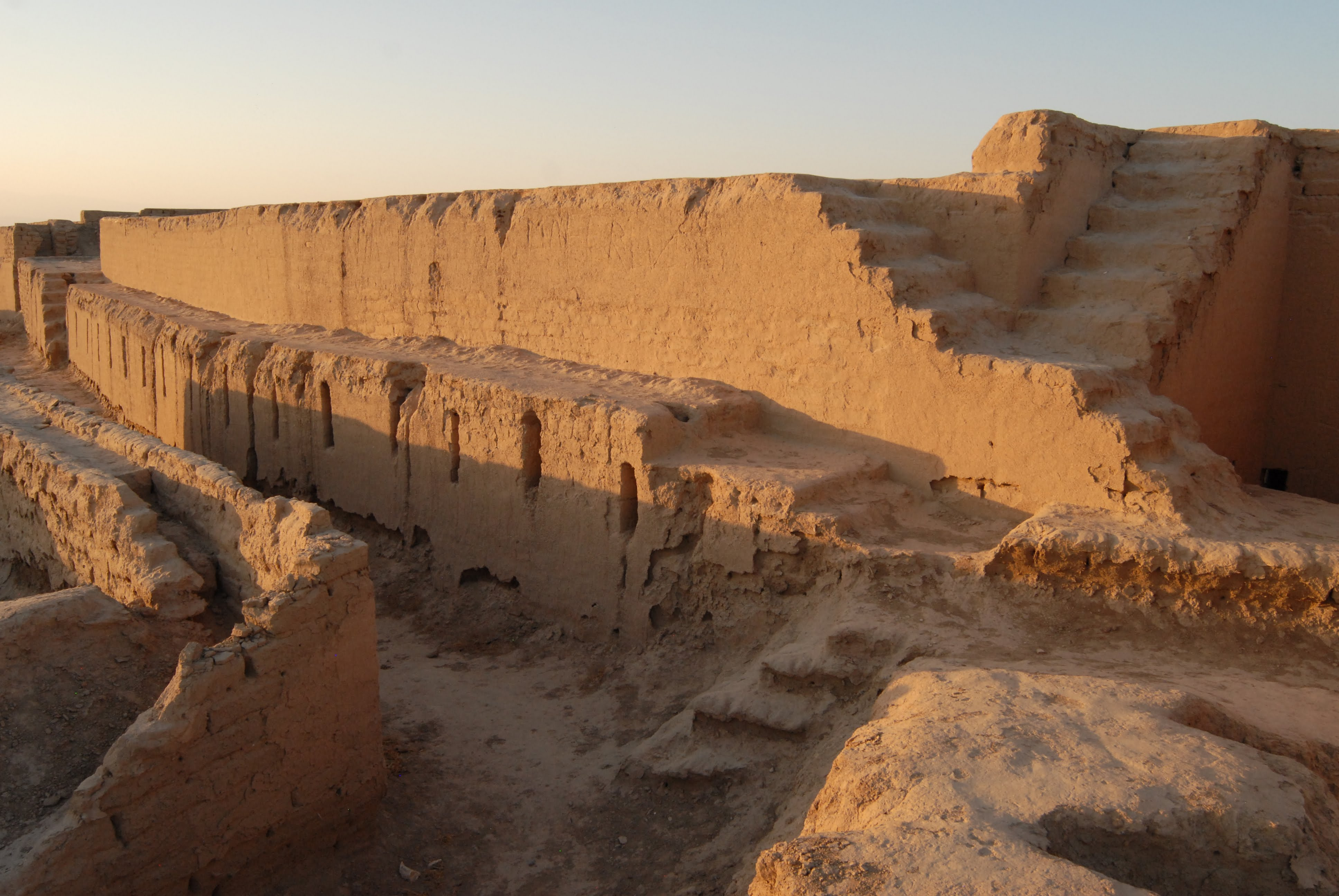
Археологические раскопки Кампыртепа
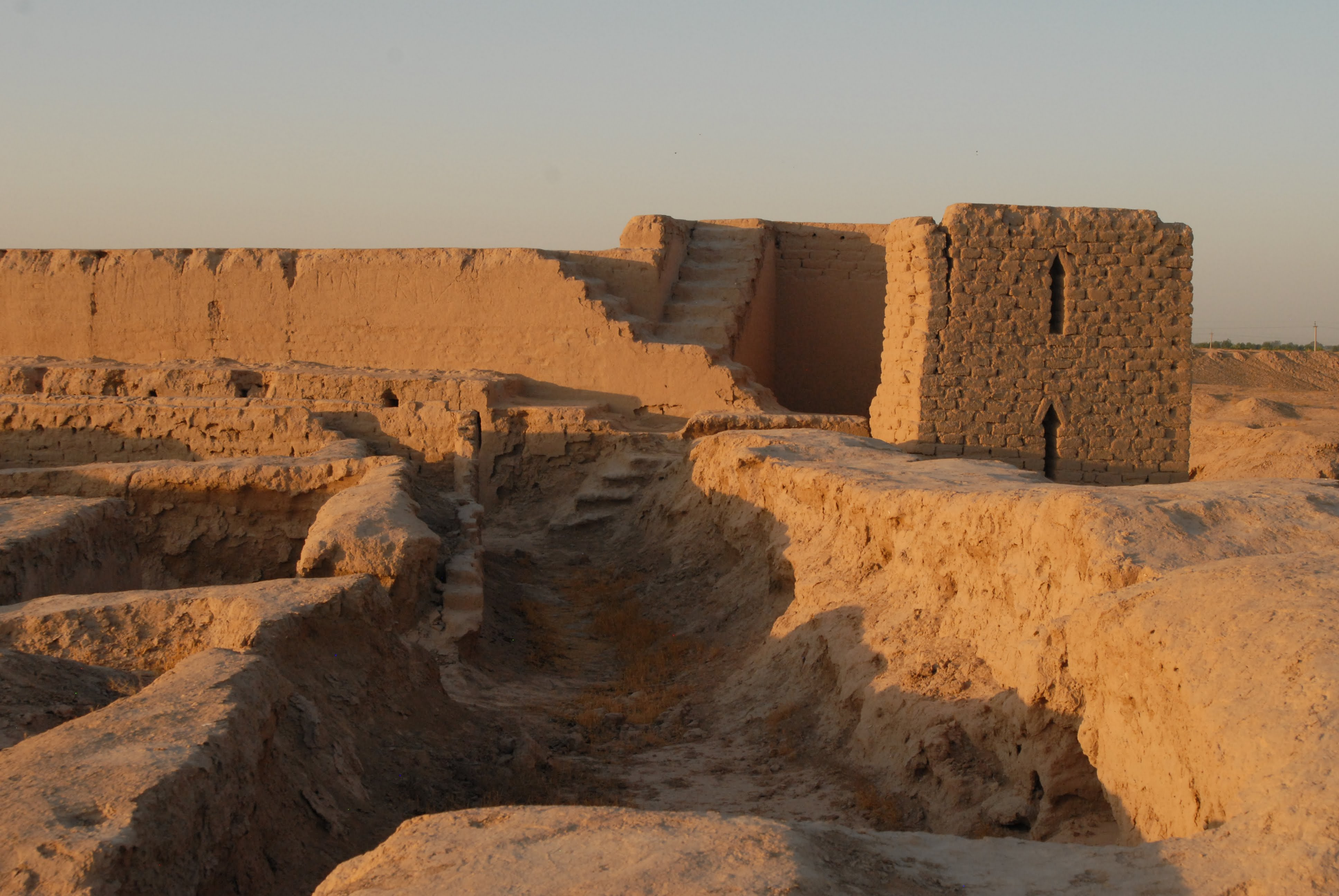
Археологические раскопки Кампыртепа, Узбекистан